# Kreisgericht Bromberg
Das Kreisgericht Bromberg war von 1849 bis 1878 ein preußisches Kreisgericht mit Sitz in Bromberg.

## Geschichte
In Bromberg bestand bis 1849 das Land- und Stadtgericht Bromberg. Nach der Märzrevolution wurde dieses Gericht aufgehoben und in der ganzen Provinz Posen einheitlich Kreisgerichte gebildet. In Bromberg entstand so das Kreisgericht Bromberg. Es war eines von neun Kreisgerichten im Sprengel des Appellationsgerichts Bromberg. In Polnisch-Crone wurde eine Gerichtskommission gebildet.
Der Sprengel des Kreisgerichts Bromberg umfasste den Kreis Bromberg mit den Städten Bromberg, Polnisch-Crone, Fordon und Schulitz mit 73.004 Gerichtseingesessenen (1861). Das Kreisgericht Bromberg war das zuständige Schwurgericht für die Kreisgerichte Bromberg, Inowrazlaw und Schubin. Gerichtstage wurden in Fordon gehalten. Das Gericht bestand aus einem Direktor und 13 Kreisrichtern.
Im Rahmen der Reichsjustizgesetze wurde das Gerichtswesen in Deutschland 1879 vereinheitlicht. Damit wurde das Kreisgericht Bromberg aufgehoben und das königlich preußische Amtsgericht Bromberg mit Wirkung zum 1. Oktober 1879 als eines von acht Amtsgerichten im Bezirk des Landgerichtes Bromberg als Nachfolger gebildet.